# Bur Pasir Putih
Bur Pasir Putih är ett berg i Indonesien.   Det ligger i provinsen Aceh, i den västra delen av landet, 1 500 km nordväst om huvudstaden Jakarta. Toppen på Bur Pasir Putih är 2 547 meter över havet, eller 179 meter över den omgivande terrängen. Bredden vid basen är 1,3 km.
Terrängen runt Bur Pasir Putih är bergig norrut, men söderut är den kuperad.Runt Bur Pasir Putih är det glesbefolkat, med 12 invånare per kvadratkilometer. I omgivningarna runt Bur Pasir Putih växer i huvudsak städsegrön lövskog.